# ヨラム・ザグ
ヨラム・ザグ（Yoram Zague, 2006年5月15日 - ）は、フランスのパリ出身のプロサッカー選手。リーグ・アンのパリ・サンジェルマンFC所属。ポジションはディフェンダー。

## 経歴
2019年よりパリ・サンジェルマンFCのユースアカデミーに加入。2023年8月4日に最初のプロ契約を結んだ。
2024年4月6日のクレルモン・フット戦に先発出場してプロデビューし、90分間フル出場した。18歳の誕生日であった5月15日のOGCニース戦でプロ初得点を記録した。

## 代表歴
2023年のFIFA U-17ワールドカップにフランス代表で出場した。